# ピンポンパンゲーム
ピンポンパンゲームとは、宴会やコンパの席、ホストクラブなどの現場で多人数で行うゲームの一つ。主に場の雰囲気を盛り上げるために行われる。最低でも3人以上のプレイヤーが必要で、実際には4~5人以上の場合が多い。
ルーツは日本大学法学部のサークル合宿での宴会から発祥。1988年ごろ。

## ルール
プレイヤーのうち1人目の起点となる人が「ピン」と発言。時計回りに次の人が「ポン」。同じく時計回りで次の人が「パン」と発言する。これで1周する。この時、最後の人は「パン」と発言する際に、次の周回の起点となる人（自分以外であれば誰でもいい）を指で指さなければならない。これに失敗すると、その人は負けとなる。また、「ピン」「ポン」「パン」の順番を間違って自分の番以外で発言をしてしまったり、タイミングをずらしてしまったりすると同様に負けとなる。
通常、負けた人にはその場で罰ゲームが課せられる。
簡単なようではあるが、酔いが回ると間違う人が続出である。